# عمارة عصر النهضة
تعبر عمارة عصر النهضة عن العمارة الأوروبية في الفترة ما بين أوائل القرن الرابع عشر وأوائل القرن السادس عشر في مناطق مختلفة، عارضة إعادة إحياء وتطويرًا لعناصر معينة من الفكر اليوناني والروماني القديم والثقافة المادية. من الناحية الأسلوبية، اتبعت عمارة عصر النهضة العمارة القوطية، ثم خلفتها العمارة الباروكية. تطورت أولًا في فلورنسا، حيث كان فيليبو برونليسكي أحد مبتكريها، وسرعان ما انتشرت بعد ذلك في مدن إيطالية أخرى. انتقل الأسلوب إلى فرنسا، وألمانيا، وإنجلترا، وروسيا، وأجزاء أخرى من أوروبا في تواريخ مختلفة وبدرجات متفاوتة من التأثير.
ينصب تركيز أسلوب عصر النهضة الأساسي على التماثل، والنسب، والهندسة، وانتظام الأجزاء، ويتضح ذلك في الهندسة المعمارية للعصور الكلاسيكية القديمة، ولاسيما الهندسة المعمارية الرومانية القديمة، التي لايزال العديد من أمثلتها موجودًا حتى الآن. حلت الترتيبات المنتظمة للأعمدة، والأعمدة الجدارية الناتئة، والعتبات، واستخدام الأقواس شبه الدائرية، والقباب نصف الكروية، والمنافذ، وضرائح المعابد، محل الأنظمة التناسبية الأكثر تعقيدًا والمقاطع غير النظامية لمباني العصور الوسطى.

## التطور في إيطاليا
كانت إيطاليا في القرن الخامس عشر، ومدينة فلورنسا على وجه الخصوص، بمثابة موطن للنهضة. كانت بداية ظهور الأسلوب المعماري الجديد في فلورنسا، ولم يتطور ببطء بالطريقة ذاتها التي انبثقت بها العمارة القوطية من العمارة الرومانسكية، ولكن كان مخلوقًا عن قصد من قبل مهندسين معماريين معينين سعوا إلى إحياء نظام «العصر الذهبي» الغابر. تزامن اتباع نهج علمي في الوصول لعمارة القدماء مع إحياء عام للتعليم بمساعدة عوامل مؤثرة عديدة.

### المعماري
فضل المهندسون المعماريون الإيطاليون باستمرار الأشكال المحددة بوضوح والأعضاء الإنشائية المعبرة عن هدفهم. تُظهر العديد من المباني التوسكانية الرومانسكية هذه الخصائص، ويتضح ذلك في معمودية فلورنسا وكاتدرائية بيزا.
لم تعتمد إيطاليا النمط القوطي للهندسة المعمارية بالكامل أبدًا. بصرف النظر عن كاتدرائية ميلانو التي تأثرت بالفترة الفرنسية المعروفة بالرايونانت (فترة العمارة القوطية المشعة)، فإن عددًا قليلًا من الكنائس الإيطالية يُظهر تركيزًا على الأشياء التي ميزت العمارة القوطية في أجزاء أخرى من أوروبا، وتلك شملت العامودية، والمنافذ المتجمعة، والزخرفة التشجيرية، وتركيب الأسقف المضلعة المعقودة.
إن وجود بقايا معمارية قديمة تُظهر الأسلوب الكلاسيكي المرتب، وخاصة في روما، ، كان بمثابة مصدر إلهام للفنانين في وقت كانت الفلسفة تتجه فيه أيضًا نحو الكلاسيكية.

### السياسي

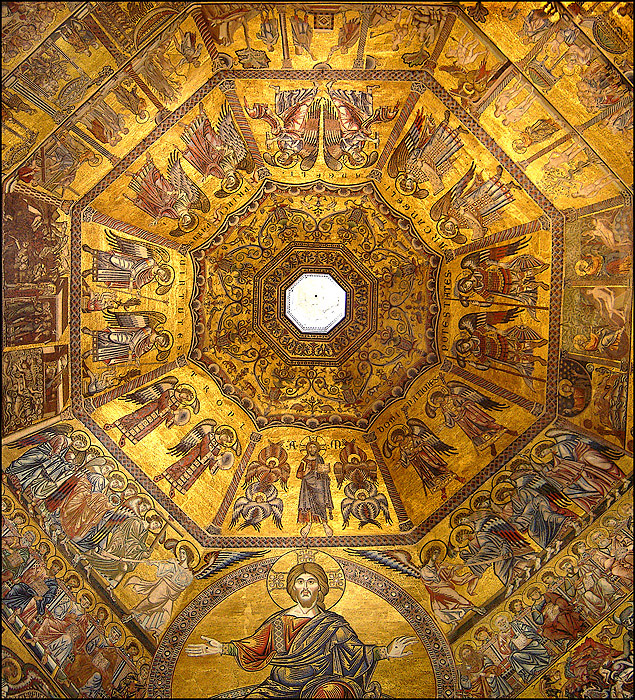
قبة معمودية فلورنسا المغطاة بالفسيفساء من الداخل.

في القرن الخامس عشر، وسّعت فلورنسا والبندقية ونابولي نطاق سيطرتها عبر الكثير من المناطق المحيطة بها، جاعلين بذلك حركة الفنانين ممكنة. قد أتاح ذلك لفلورنسا أن يكون لها تأثير فني كبير في ميلانو، ومن ثم في فرنسا أيضًا من خلال ميلانو.
في عام 1377، جلبت عودة البابا من بابوية أفينيون وإعادة إنشاء البلاط البابوي في روما ثروة وأهمية لتلك المدينة، بالإضافة إلى تجديد أهمية البابا في إيطاليا، والتي عُزِّزت بشكل أكبر من قبل مجمع كونستانس في عام 1417. سعى الباباوات المتعاقبون، ولاسيما يوليوس الثاني (1503-1313)، إلى توسيع نطاق صلاحيات البابا الدنيوية في جميع أنحاء إيطاليا.

### التجاري
كانت البندقية تسيطر على التجارة البحرية فيما يخص البضائع القادمة من الشرق في أوائل عصر النهضة. كانت المدن الكبيرة في شمال إيطاليا مزدهرة من خلال التجارة مع بقية أوروبا، حيث وفرت جنوى ميناءً بحريًا لسلع فرنسا وأسبانيا، وميلانو وتورينو كانتا مراكز للتجارة البرية، علاوة على احتواءها قطاعات هائلة للصناعات المعدنية. جلبت التجارة الصوف من إنجلترا إلى فلورنسا، التي تمركزت صناعتها في مكان مثالي على النهر من أجل إنتاج القماش الناعم، وتلك الصناعة هي التي تأسست عليها ثروة فلورنسا. اكتسبت فلورنسا ميناءً من خلال السيطرة على بيزا، وتمكنت أيضًا من المحافظة على هيمنتها في جنوة. في هذا المناخ التجاري، حولت عائلة معينة واحدة اهتمامها بشكل خاص من التجارة إلى الأعمال المربحة المتمثلة في إقراض الأموال. أصبح آل ميديشي المصرفيين الرئيسيين للأمراء في أوروبا، جاعلين بذلك أنفسهم بمثابة أمراء عمليًا بسبب كل من الثروة والنفوذ التي امتلكوها. لم تُنقل البضائع فقط على طول طرق التجارة التي كانت محمية بسبب الاهتمام التجاري، بل ساهمت أيضًا في انتقال الفنانين والعلماء والفلاسفة.

### الديني
كانت لِعودة البابا غريغوري الحادي عشر من مدينة أفينيون في شهر سبتمبر من عام 1377، والتركيز الجديد الذي حلّ على روما باعتبارها مركزًا للروحانية المسيحية، دورٌ في ازدهار عمارة الكنائس في روما، وذلك على نحوٍ لم يحدث منذ ألف سنة تقريبًا. بدأ ذلك في منتصف القرن الخامس عشر، ليزداد زخمه في القرن السادس عشر، ويصل إلى ذروته في فترة العمارة الباروكية بحلول القرن السابع عشر. كان بناء كنيسة سيستينا ذات الزخارف المهمة والفريدة من نوعها، بالإضافة إلى إعادة بناء كامل كاتدرائية القديس بطرس، التي تعتبر إحدى أهم كنائس العالم المسيحي، جزءًا من هذه العملية.
كان الدافع وراء بناء الكنائس في جمهورية فلورنسا الغنية مدنيًّا أكثر من كونه روحانيًا. لم يكن العمل غير المكتمل لكاتدرائية فلورنسا الضخمة، والمكرّس لمريم العذراء المباركة موضع فخر للمدينة أثناء وجودها تحت رعايتها. من ناحية أخرى، مع إيجاد التقنيّات والتمويل اللازمين لاستكمالها، فلم تكن القبة المبنية مشرفةً لمريم العذراء، ولمهندسي بنائها وللكنيسة فحسب، بل أيضًا لحكومة سينورية فلورنسا، ونقابات الحرفيين وقطاعات المدينة التي استُمدت منها اليد العاملة. وقد ألهمت القبة بناء مزيدٍ من الأعمال الدينية في فلورنسا.

### الفلسفيّ
ساهم كلٌ من تطوير الكتب المطبوعة، وإعادة اكتشاف الكتابات القديمة، وتوسيع الاتصالات السياسية والتجارية واستكشاف العالم، في زيادة المعرفة والرغبة في التعليم.
أدّت قراءة ما يكتبه الفلاسفة من مواضيع لا تستند في مضمونها إلى اللاهوت المسيحي، إلى تطوّر تلك النهضة الانسانيّة، التي اتضح من خلالها أنه في حين خلق الله النظام الكوني وحافظ عليه، ذلك أن إنشاء النظام وصيانته في المجتمع هو دور الإنسان.

### المدنيّ
يُعتبر الفخر الحضاريّ وتعزيز السلام والنظام المدنيّ من خلال النهضة الإنسانية، من علامات المواطنة. قاد ذلك لبناء منشآت كمستشفى برونيليسكي للأبرياء بأروقته الأنيقة التي تربط بين المبنى الخيري والساحة العامة، والمكتبة اللورنتية حيث توجد مجموعة الكتب التي أسستها عائلة ميديشي والتي يمكن أن ينصح بها العلماء.
أوكِلت بعض أعمال البناء الكنسيّة الكبرى، ليس من قبل الكنيسة إنما من قِبل النقابات التي تُمثّل الثروة والسلطة في المدينة. كانت تعود ملكية قبّة برونليسكي في كاتدرائيّة فلورنسا لعامة الشعب، لإن بناء كل جزء من أجزائها الثمانية، أُنجز من قبل جهة مختلفة في المدينة.

### الرعاية الأبوية
يعتقد أولئك الذين يحملون فكرًا إنسانيًا بأن الأشخاص الذي حظوا بمميزات في الثروة أو التعليم؛ يجب أن يُشجعوا على المُضيّ قدُمًا في التعلّم وخلق ما هو جميل، مثلما هو الحال في الأكاديمية الأفلاطونيّة في أثينا. وبغية تحقيق هذه الغاية جمعت الأُسر الغنيّة مثل –عائلة ميديشي من فلورنسا، وغونزاغا من مانتوفا، وفارنيزي من روما، وسفورزا من ميلانو- من حولِهم أشخاصًا من ذوي التعليم والقدرات، لتشجيع المهارات وخلق فرص عمل لأكثر الفنانين والمهندسين المعماريين موهبةً في ذلك الحين.